# 愛在他鄉 (中視電視劇)
《愛在他鄉》是1995年中國電視公司（中視）八點檔連續劇，胡錦製作，鄭裕玲、寇世勳、車軒、陳庭威、坣娜主演，林翠客串演出，部分劇情在美國實地拍攝。香港播映權由亞洲電視購得，1995年7月本港台以《被出賣的女人》（英語：Formosan Lady）為名播出粵語配音版，最高收視點18點。

## 演員表
- 鄭裕玲 飾 李秀中（中視版配音資訊不公開，亞視版龍德瓊配音）（方文正之妻；方大為之母）
- 寇世勳 飾 程威（亞視版馮志輝配音）（方文正之表弟）
- 車軒 飾 方文正（亞視版黃志明配音）（李秀中之夫；方大為之父）
- 坣娜 飾 鄭吉娜（方文正之前女友）
- 陳庭威 飾 周以安（亞視版黃志成配音）（天美之夫（第40集））
- 程秀瑛 飾 王天美（亞視版周文瑛配音）（天合之姊；周以安之妻（第40集））
- 雷威遠 飾 王天合（天美之弟；喜歡鄭吉娜）
- 邵萱 飾 小麥
- 林翠／李麗鳳（第23集起） 飾 方母
- 俞峻峰 飾 方大為（亞視版曾秀清配音）（方文正、李秀中之子）
- 胡惠玲 飾 趙季紅（程威前未婚妻；立仁之女友）
- 郭宗喜 飾 立仁（趙季紅之男友）
- 方剛 飾 麥父
- 楊小黎 飾 露露（周以安之女）
- 龍劭華 飾 球友
- 小豬哥亮 飾 球友
- 羅璧玲 飾 貴婦
- 田路路 飾 貴婦
- 楊昇 飾 搶匪
- 吴敏 飾 老闆娘
- 趙惠光 飾 老金
- 張國棟 飾 林遠
- 胡钧 飾 老唐
- 陳淑麗 飾 王莉鳳
- 梁燕民 飾 醫生

## 工作人員
- 監製：陳正中
- 製作人：胡錦
- 策劃：蒨蒨
- 編劇：李宜
- 編審：譚德英
- 戲劇指導：范秀明
- 執行製作：趙惠光、方明達
- 製作助理：袁濟隆
- 外景副導演：董碧玲
- 場記：潘淑伶
- 外景燈光：李紹榮
- 美國外景聯絡：David羅、Leslie褚、Andy林

## 歌曲
原版片頭曲：〈深呼吸〉
作詞：許常德；作曲：韓賢光；主唱：范曉萱
原版片尾曲：〈我愛你勝過這世界〉
作詞：Micheal；作曲：黃國倫；主唱：陳立強
亞視版主題曲：〈活得比你好〉
作詞：黃偉文；作曲：葉健華；主唱：李蕙敏

## 軼事
- 1995年2月22日，林翠在臺北市家中驟發氣喘逝世；同月23日，《愛在他鄉》舉行開鏡典禮，胡錦與陳庭威祭拜林翠[2]。
- 程威與李秀中在美國一家餐廳大門外擺路邊攤賣便當，該餐廳大門取景地點是中國電視大廈大門。